# Pablo Hermoso de Mendoza
Pablo Hermoso de Mendoza Cantón (Estella, Navarra, 11 de abril de 1966) es un rejoneador español. Se trata una figura del rejoneo con más de 20 años de trayectoria con triunfos en todo el mundo. 

## Biografía
De adolescente su familia se trasladó a Logroño, donde presenció una corrida de rejones televisada desde Las Ventas de Madrid con João Moura y Álvaro Domecq hijo,  que le dejó impactado y decidió entonces unir su afición a la hípica con la de los toros y dedicarse al toreo a caballo. No era una decisión fácil y encontró no pocas dificultades por vivir en una zona sin apenas tradición del toreo a caballo y con contados festejos. 
Recibió la alternativa en Tafalla el 18 de agosto de 1989 de manos de Manuel Vidrié, los testigos fueron Curro Bedoya y Antonio Correas. El toro de la alternativa fue Pardillo, perteneciente a la ganadería navarra de Don Cesar Moreno. Se presentó en Las Ventas el 20 de mayo de 1995.
Se presentó en la plaza de toros de México el 14 de noviembre de 1999, su toreo causó gran impacto, cortó dos orejas que le valieron para salir a hombros por la Puerta Grande. Al año siguiente, el 5 de febrero de 2000, superó todas las expectativas al obtener cuatro orejas y rabo de su actuación. Este triunfo sumado a las posteriores actuaciones en la Real Maestranza de Caballería de Sevilla y Las Ventas de Madrid le convirtieron en el primer rejoneador en la historia en abrir las tres Puertas Grandes más importantes de la geografía taurina en un mismo año.
En marzo del año 2003 toreó cuatro festejos a la portuguesa en el estado de California en Estados Unidos, que resultaron un éxito de público.
Es el único rejoneador que ha indultado toros en Europa, Colombia (Tabacoso de Ernesto González Caicedo en la plaza de toros Cañaveralejo) y fue el primero en hacerlo en México.
En 2010 el Gobierno de Navarra le otorgó el Premio Francisco de Javier. El 7 de julio de 2010, dio la alternativa al joven rejoneador portugués Antonio D'Almeida. Además, cuenta con innumerables premios. En 2016 recibió la Medalla de Oro al Mérito en las Bellas Artes correspondientes al año 2015 como reconocimiento al trabajo y al talento, 12 trofeos Cossio de la Real Federación de Peñas Taurinas de España al mejor rejoneador de la temporada española, 7 premios 6 Toros 6 como mejor rejoneador de la temporada, 4 veces ganador del premio Real Maestranza de Sevilla, 4 veces ganador del premio Puerta del Príncipe, 9 veces galardonado por el Club Taurino de Londres como mejor rejoneador de la temporada, 4 veces ganador del trofeo Zaudín de Sevilla, en México ha sido galardonado hasta 5 veces con el trofeo al mejor rejoneador de la Temporada Grande de la plaza de toros de México, 4 veces vencedor de la Espuela de Plata de la Feria de León otorgada por el Centro Taurino de la ciudad de León, 4 veces ganador del Rejón de Oro otorgado por Radio Nacional de España al ser el mejor rejoneador de la temporada, 2 premios de Canal Plus, 4 Trofeos Casino de Madrid como mejor rejoneador de la Feria de San Isidro de Madrid entre otros muchos
Entre los muchos toros indultados en su carrera señalar el toro de la ganadería Fernando de la Mora en la plaza de toros Nuevo Progreso en 2018. En 2019 le da la alternativa en la Real Maestranza de Caballería de Sevilla a su hijo Guillermo Hermoso de Mendoza con Lea Vicens como testigo. Ese mismo año 2019 pero en Madrid salió por la Puerta Grande de Las Ventas de Madrid dentro de la Feria de San Isidro tras desorejar a Bondadoso de la ganadería de El Capea.
En febrero de 2023 anunció su retiro definitivo.En febrero de 2024 se dio el retiro definitivo en la Plaza México.